# Sonet 93 (William Szekspir)

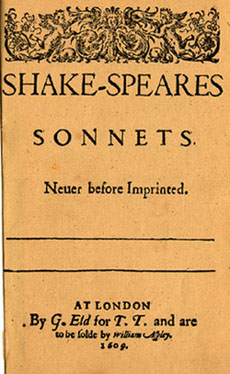
Strona tytułowa pierwszego wydania sonetów Shakespeare’a

Sonet 93 (Więc wierząc w szczerość twą, jak mąż zdradzany) – jeden z cyklu sonetów autorstwa Williama Shakespeare’a. Po raz pierwszy został opublikowany w 1609 roku.

## Treść
W sonecie tym podmiot liryczny, który przez niektórych badaczy jest utożsamiany z autorem, kwestionuje wierność tajemniczego młodzieńca wobec siebie. Na samym początku utworu stwierdza: Więc wierząc w szczerość twą, jak mąż zdradzany żyć będę, co stanowi bezpośrednie odniesienie do tez stawianych w Sonecie 92.
Jednocześnie jednak zdaniem pisarza ze Stratford uroda młodego człowieka powoduje, że jego niedoskonałości moralne muszą usunąć się w cień. W zakończeniu utworu porównuje jego sytuację do sytuacji Adama i Ewy:
Jak jabłko Ewy będzie twa uroda
Jeśli się do niej prawości nie doda
.
Można je rozumieć tak, że – podobnie jak w Raju – piękno Adama, uzyskane od Boga zostało zniweczone przez osobiste pragnienia Ewy.